# Jihlávka
Jihlávka (en allemand : Klein Iglau) est une commune du district de Jihlava, dans la région de Vysočina, en République tchèque. Sa population s'élevait à 200 habitants en 2024.

## Géographie
Jihlávka se trouve à 4 km à l'est de Počátky, à 27 km au sud-ouest de Jihlava et à 110 km au sud-est de Prague.
La commune est limitée par Počátky à l'ouest et au nord-ouest, par Horní Ves au nord, par Horní Dubenky à l'est, et par Kaliště à l'est et au sud.

## Histoire
La première mention écrite de la localité date de 1356.

## Transports
Par la route, Jihlávka se trouve à 4,5 km de Počátky, à 31 km de Jihlava, à 119 km de Brno et à 145 km de Prague.